# Act of God
Act of God è un film documentario del 2009 diretto da Jennifer Baichwal (regista di Manufactured Landscape) e distribuito dalla Zeitgeist Films, che indaga gli effetti "metafisici" dell'essere colpiti da un fulmine. L'anteprima mondiale del film è stata realizzata al Hot Docs Canadian International Documentary Festival del 2009 presso il Royal Ontario Museum di Toronto, il 30 aprile 2009. Venne distribuito per la prima volta nelle sale il 1º maggio 2009 in Canada, e in versione limitata negli Stati Uniti il 31 luglio 2009. L'anteprima europea è stata invece realizzata
al Festival Internazionale del cinema di Karlovy Vary in Repubblica Ceca l'11 luglio 2009.

## Panoramica
In Act of God la regista Jennifer Baichwal si chiede se essere colpiti da un fulmine sia un "evento naturale casuale o un evento predestinato". Il film contiene sette storie in cui la Baichwal intervista alcune persone sulle loro esperienze personali con i fulmini. Parla con il romanziere e sceneggiatore statunitense Paul Auster, con il drammaturgo canadese James O'Reilly, e il veterano dei Marines degli Stati Uniti e autore Dannion Brinkley. Intervista anche uno storm chaser, in Francia, e un gruppo di madri messicane che interpretano la perdita dei loro figli a causa di un fulmine a una festa religiosa come "volontà di Dio". Indaga anche in una comunità religiosa Yoruba in Ruanda (la capitale dei fulmini del mondo) che adora il dio dei fulmini Shango. Le reazioni in ciascuno dei soggetti intervistati dalla Baichwal varia notevolmente, da un "atto di Dio" a una "meccanica della realtà".
Auster, l'"ancoraggio filosofico del film", racconta come ha visto il suo amico essere colpito da un fulmine a breve distanza da lui in un campo estivo. Auster, quattordicenne in quell'episodio, è sopravvissuto all'incidente, mentre il suo amico è morto.
(Paul Auster)
Auster disse: "Ciò aprì un intero regno di speculazione con il quale ho continuato a convivere da allora". Eppure, nonostante l'effetto profondo che questo evento ha avuto su di lui, Auster insiste col dire nel film che esso non fosse stato "niente di più che un evento casuale".
O'Reilly scrisse un dramma intitolato Act of God, che si basava sulla sua esperienza con i fulmini. Nel film O'Reilly dice: "Non posso accettare che sia accaduto per un motivo, né posso realmente accettare che non vi sia alcuna ragione. L'unico modo per accettare [che ci sia un motivo] è essere umili e avere un po' di timore nei confronti di queste cose che non potete realmente capire". Anche Brinkley è rimasto colpito da un fulmine e lo ha descritto come "morire per 28 minuti e salire in paradiso e vivere un'esperienza che trasformò completamente la mia vita".
Nel film è presente anche il chitarrista inglese di musica sperimentale e di improvvisazione Fred Frith. Frith lega vagamente le storie, dimostrando che "siamo esseri elettrici, i nostri cervelli funzionano elettricamente". Nel laboratorio di suo fratello, il neuroscienziato Chris Frith, Frith improvvisa della musica con la sua chitarra e nello stesso momento gli impulsi elettrici nella sua testa vengono registrati con una scansione del cervello, dimostrando che "i nostri stessi pensieri sono simili a fulmini minuscoli nella corteccia cerebrale". Baichwal descrisse l'improvvisazione come "lo stato di essere tra significato e possibilità" e che "fu la metafora perfetta per essere colpiti da un fulmine".
Frith fornisce la musica per il suo segmento nel film, mentre la colonna sonora per il resto del film è stata realizzata dai musicisti Martin Tielli, Dave Bidini e Selina Martin.

## Sfondo
Jennifer Baichwal è nata a Montréal, dove ha studiato per la laurea magistrale in filosofia e teologia presso l'Università McGill. Il suo lungometraggio di debutto è stato Let It Come Down: The Life of Paul Bowles, nel 1998, che vinse la sua Miglior Biografia al Hot Docs Canadian International Documentary Festival del 1999, e il Premio Emmy del 1999 come Miglior Documentario. Baichwal è meglio conosciuta per il suo pluripremiato film documentario del 2006, Manufactured Landscapes, che tratta dell'artista canadese Edward Burtynsky.
Molti dei film della Baichwal trattano di artisti e del processo creativo, ma ha anche esplorato temi filosofici e spirituali, ad esempio nel suo pluripremiato documentario The Holier It Gets, che ricorda il suo viaggio alla sorgente del fiume Gange in India. Act of God guarda sia il lato artistico che "metafisico" della vita.
Invece di utilizzare il "metodo scientifico tradizionale", la Baichwal affronta la questione dei fulmini da un "punto di vista filosofico". Disse: "La nostra sfida principale era capire come fare un film su qualcosa di totalmente effimero. Amo le domande senza risposta; domande come 'Esiste qualcosa come il destino', e 'quale significato ha tutto ciò?'" Mentre la ricerca venne effettuata nel ruolo di energia elettrica nel nostro cervello, la Baichwal volle scoprire l'effetto dell'energia elettrica sulla mente. Disse che: "Il fulmine è sempre studiato sotto la una luce scientifica [nel film], a meno che non venga usato come scherzo. Volevamo storie che incarnassero quella tensione tra significato e possibilità".
L'idea di girare Act of God è venuta alla Baichwal prima che cominciasse a lavorare sul suo precedente film, Manufactured Landscapes. È stato durante lo sviluppo del film e durante i suoi viaggi in tutto il mondo assistendo alle proiezione del suo film ai festival, che cominciò a fare ricerche e la condurre interviste per Act of God. Ma l'ispirazione finale per iniziare a lavorare sul film venne dal suo compagno, Nick de Pencier (direttore della fotografia e co-produttore del film), "un nerd del tempo", e gli scritti del superstite a un fulmine, Paul Auster.
Act of God richiese tre anni di riprese, che inclusero diversi anni di ricerca e di raccolta di storie da tutto il mondo di persone "la cui vita [è stata] cambiata a causa di un fulmine".

## Produzione

### Riprese
Il film è stato girato a Cuba, in Francia e in Messico.

## Distribuzione

### Data di uscita
- Canada: 30 aprile 2009 (Hot Docs International Documentary Festival)
- Canada: 1º maggio 2009 (Toronto)
- USA: giugno 2009 (Silverdocs Film Festival)
- Repubblica Ceca 8 luglio 2009 (Karlovy Vary International Film Festival)
- USA: 31 luglio 2009 (limited)
- Canada: 17 novembre 2009 (DVD première)
- USA: 26 gennaio 2010 (DVD première)
- Polonia: 11 maggio 2010 (Planete Doc Review)

## Accoglienza

### Incassi
Il film ha incassato 9907 $ negli Stati Uniti.

### Critica
Act of God è stato scelto al momento della Cerimonia d'apertura del Hot Docs Canadian Festival Documentary International del 2009, il più grande festival del documentario cinematografico nel Nord America.
Chris Jancelewicz del AOL Canada Entertainment disse che il filmato preso dal compagno della Jennifer Baichwal, Nick de Pencier era "a dir poco notevole". "Una delle cose più sorprendenti di Act of God è la capacità della Baichwal di resistere a questa tentazione di dettare cosa un fulmine, e in ultima analisi il caso, il fato e il destino significano in un quadro più ampio". Jancelewicz ha detto che per tutto il film la Baichwal non impone le sue opinioni, e non arriva mai ad una conclusione, semplicemente perché "non vi è alcuna conclusione da trovare".
Susan Noakes di CBC News descrisse il film come una "meditazione enigmatica dell'essere colpiti da un fulmine". Jessica Werb al The Georgia Straight disse che il film è stato "l'inferno di una tesi di laurea". Ha aggiunto che mentre "la maggior parte di noi vive [...] da qualche parte 'nel continuum di significato e di casualità'", le vite di coloro che appaiono nel film, "in un istante terribile, oscillano da un estremo o l'altro".
Norman Wilner di NOW Magazine ha dato al film 4 'N: su 5, e Nathan Southern su AllMovie ha dato alla pellicola 2,5 stelle su 5.